# 夏武平
夏武平（1918年5月19日—2009年3月27日），男，河北柏乡人，中国兽类学家、动物生态学家，中国兽类学和啮齿动物生态学的开创者与奠基人之一，中国兽类学会和学会期刊《兽类学报》的创始人。。曾任中国科学院西北高原生物研究所所长。

## 生平
1945年3月至1949年任北平研究院动物研究所助理研究员。1950年代初任中科院动物标本工作委员会、动物研究室助理研究员并兼任单位秘书，1956年-1966年任中科院动物所动物生态室副主任（初期寿振黄曾为主任）。1961年-1966年任中科院动物研究所副研究员。1966年调入西北高原生物研究所任副研究员；1979年10月-1984年1月，任所长。1980年，中国兽类学会成立，任理事长；同年《兽类学报》创刊，并担任主编。1991年起享受国务院政府特殊津贴。

## 主要学术著作
- 《中国动物图谱: 兽类》（第二版，夏武平等编著 ; 高耀亭等修订），科学出版社，1988年
- 《高寒草甸生态系统》，夏武平主编，甘肃人民出版社，1982
- 《脊椎动物名称》 （页面存档备份，存于）（合著[8]），科学出版社，1955年